# Chelonus schizogaster
Chelonus schizogaster är en stekelart som beskrevs av Granger 1949. Chelonus schizogaster ingår i släktet Chelonus och familjen bracksteklar. Inga underarter finns listade i Catalogue of Life.